# Hydraena angulicollis
Hydraena angulicollis är en skalbaggsart som beskrevs av Notman 1921. Hydraena angulicollis ingår i släktet Hydraena och familjen vattenbrynsbaggar. Inga underarter finns listade i Catalogue of Life.